# 三條新聞
三條新聞（さんじょうしんぶん、英: Sanjo Shinbun）は、新潟県三条市の三條新聞社が発行する日刊の地方紙。三条市や隣接する燕市・加茂市、そして南蒲原郡や西蒲原郡の一部（県央地域）で販売されている。通常8ページのブランケット判で、朝刊のみ発行される。題字などには旧字体の「條」が用いられ、背景には算盤・雪・歯車が描かれている。
公称の発行部数は1997年（平成9年）時点で38000部、2020年（令和2年）時点で40000部。1997年時点では地域ごとに全世帯の50 - 80%のシェアを占めていると報じられており、三条市では8割のシェアを占めていた。

## 概要
地元の県政や市政、身近な話題を中心に取り上げる。本紙は日曜日などの休日は発行が休止されるが、選挙などがある日曜日には特別体制を取り発行される。元日号は約80ページにも及ぶ特別号が前年の大晦日に配達される。通常の新聞も元日に配達される。この特別号は燕三条駅・東三条駅などのNEWDAYSミニで500円で販売される。
本紙はそこに掲載される黒枠広告を把握するために購読されている場合も多く、読者は全国紙や、県紙である『新潟日報』と併読していることが多い。
1985年（昭和60年）ごろから、テレビ番組の解説欄で詳しい内容が語られている。2005年（平成17年）時点では、他紙のテレビ番組解説欄で取り扱われる番組数は約15番組程度である一方、本紙は約50番組を紹介、小学生が放送を見逃したとき周りの話についていけるよう、番組内容の3分の2がわかるようになっている。このテレビ欄については、フジテレビ系列の『トリビアの泉 ～素晴らしきムダ知識～』や『爆笑 大日本アカン警察』で取り上げられた。
連載されている漫画はきざきのぼるの『あきれたとうサン』である。

## 図書館における収蔵
- 三条市立図書館 - マイクロフィルムおよびCD-ROMで、1946年（昭和21年）7月分から1988年（昭和63年）12月分が収蔵されている[10]。原紙は、1967年（昭和42年）の1年分と、1969年（昭和44年）1月以降が収蔵されている[10]。
- 燕市立図書館 - 本館には1978年（昭和53年）4月分以降が、吉田図書館には1987年（昭和62年）8月分以降が収蔵されている[10]。
- 加茂市立図書館 - 1966年11月分から1972年（昭和47年）7月分と、1980年（昭和55年）6月分以降が収蔵されている[10]。
- 国立国会図書館 - 1946年7月10日（第1号）から1949年（昭和24年）10月9日（第211号）がマイクロフィルムで[11]、原紙で2005年5月14日（第16480号）以降の発行分がそれぞれ収蔵されている[12]。
- 新潟県立図書館 - 2011年（平成23年）1月分以降が収蔵されている[13]。

## 番組表

### テレビ番組表
TeNY・UX・NCTの略語はそれらの局のロゴ表記となっている。
- NHK新潟総合テレビ
- NHK新潟教育テレビ
- 新潟放送（BSNテレビ）
- NSTテレビ
- テレビ新潟 (TeNY)
- 新潟テレビ21 (UX) 
  - UXの番組紹介欄の見出しには、2007年（平成19年）に同局が旧呼称の『NT21』から改称してから2008年（平成20年）10月ごろまでは、実際には使われていない呼称である『UX21』と表記していた。これは旧呼称の『NT21』の見出しから『NT』の部分のみを差し替えていたためである。さらに、その下に同局のアナログチャンネルであった『21』を丸囲み数字で表記していた。現在は、『UX』の下に丸囲み数字の『21』を表記した形に修正されている。
- NHK BS1
- BSプレミアム
- WOWOWプライム

地元メディアである下記2社は広告扱いで字体が異なる。
- NCT三条
- 燕三条エフエム（ラヂオは〜と）

### ラジオ番組表
かつてはラジオたんぱの番組表も掲載されていたが、現称の『ラジオNIKKEI』への改称後も暫くそのまま掲載され、改称されること無く削除された。
- NHK第1
- NHK第2
- 新潟放送（BSNラジオ）
- NHK-FM
- FM新潟
- FM PORT

## 物議を醸した報道
1997年（平成9年）7月15日付の紙面で、燕市次新の6世帯で回覧された回覧板に、神戸連続児童殺傷事件の加害者少年（当時14歳）の顔写真を掲載した写真週刊誌『FOCUS』（新潮社）のページをコピーしたものが挟まれて回されていたことを報じたが、その記事には回覧されていた顔写真入りのコピーがそのまま掲載されていた。これを受け、翌16日付の紙面一面で、「編集部と制作部間の連絡ミスによるもの」「コピーをそのまま掲載し、社会に多大なご迷惑をかけた」とする「おわびとお知らせ」を山崎勇社長名で掲載、駅売りの返品分約50部と社の取り置き分約250部を廃棄したが、同月18日には新潟地方法務局から、「人権を著しく侵害した」として再発防止を「説示」され、また同年12月22日には新潟県弁護士会から「少年の人権を不当に侵害した」として警告書を出された。この騒動を受けて三条市は庁舎や市立図書館などの公共施設から『三條新聞』を一時撤去し、それらの紙面の顔写真部分などに紙を貼り付けるなどの措置を取った。なお同紙はこの出来事以前から、一面コラム「無題録」などで少年の顔写真掲載を批判する論調の報道をしていたと述べているが、実際に同月2日の「無題録」に掲載された内容は「殺人という大罪を犯しながら、プライバシーの保護もあるまい」「刑の確定前でも凶悪犯のプライバシーなど、否定したい気持ちがある」などとして、『FOCUS』の報道を支持する旨の内容だった。
また、三条市内で1990年（平成2年）11月に行方不明となり、2000年1月28日に同県柏崎市内で9年2か月ぶりに保護された少女（新潟少女監禁事件の被害者）について、保護の翌日（2000年1月29日）以降の紙面で、実名や本人および家族の写真を報道した。これに対し、新潟市の女性市民団体「女のスペース・にいがた」（朝倉安都子代表）は同年2月10日付で、同紙の報道を「被害者をさらに苦しめる、ひどい行為だ」と激しく非難した。同グループには同紙による被害者の実名報道について、「ワイドショーも匿名で、顔写真にモザイクをかけている。それなのに胸が痛む」などの抗議の電話が約10件寄せられており、それらの電話はいずれも女性の声だったという。同紙社長の山崎勇は「当社は他の報道機関とは異なり、少女が行方不明になって以来、何度も報道している。三条市内では（少女の名前は）誰もが知っている名前であり、急に匿名にするわけにはいかない」と説明し、被害者の実名報道を続けた。しかし、同年2月12日付で、被害者を匿名報道に切り替えた。同日付の紙面では、それまで実名報道を続けてきた理由を「捜査協力を呼びかけてきた地元紙として被害者の名前を熟知している読者に匿名にする意味がなかった」と説明した上で、匿名報道に切り替える理由について、捜査本部の発表文が11日付から匿名に切り替わったことや、各メディアで監禁時の状況が報じられる中で、他紙を併読する場合の影響を考えたという旨を挙げている。